# Волта-Редонда
Во́лта-Редо́нда (порт. Volta Redonda) — город и муниципалитет в Бразилии, входит в штат Рио-де-Жанейро. Составная часть мезорегиона Юг штата Рио-де-Жанейро. Входит в экономико-статистический микрорегион Вали-ду-Параиба-Флуминенси. Население составляет 255 653 человека на 2007 год. Занимает площадь 182,317 км². Плотность населения — 1402,2 чел./км².

## История
Город основан 17 июля 1954 года.

## Статистика
- Валовой внутренний продукт на 2005 год составляет 7 051 218 реалов (данные: Бразильский институт географии и статистики).
- Валовой внутренний продукт на душу населения на 2005 год составляет 27 577,00 реала (данные: Бразильский институт географии и статистики).
- Индекс развития человеческого потенциала на 2000 год составляет 0,815 (данные: Программа развития ООН).

## География
Климат местности: горный тропический. В соответствии с классификацией Кёппена, климат относится к категории Cwa.